# Titus Andronicus

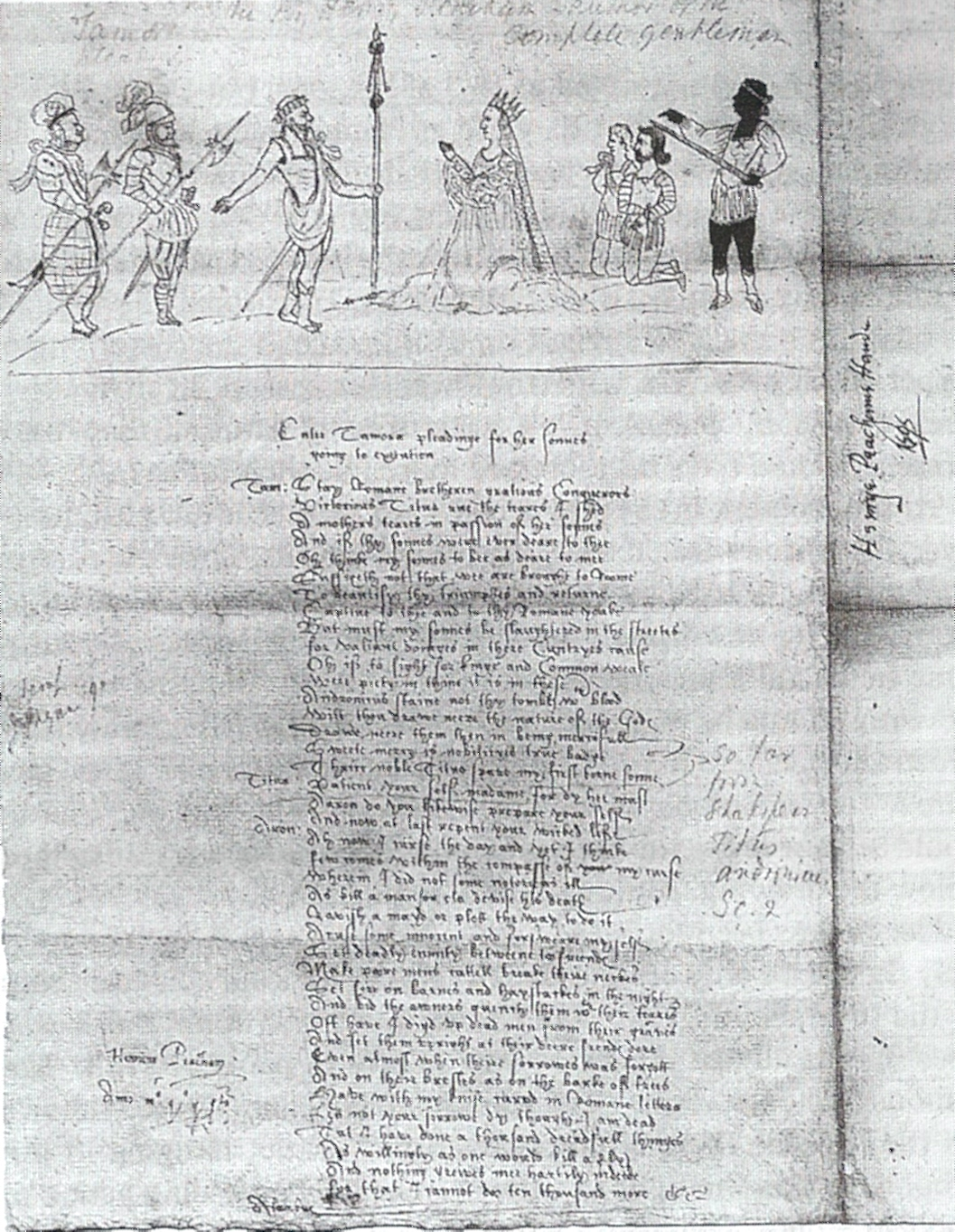
Sog. Peacham-Zeichnung. Diese Federzeichnung ist im Original zwischen 1594 und 1613 entstanden.

Titus Andronicus (frühneuenglisch The Most Lamentable Romaine Tragedie of Titus Andronicus) ist ein Schauspiel von William Shakespeare. Das Stück spielt in der Spätzeit des Römischen Reiches und handelt von dem Schicksal des römischen Heerführers Titus, der in einen blutigen Kreislauf von Gewalt und Rache um die Gotenkönigin Tamora gerät. Als eine der möglichen Quellen gilt die spätmittelalterliche Exempelsammlung Gesta Romanorum. Die Werkentstehung wird zumeist auf die Jahre 1593/94 datiert; ein früherer Zeitraum ist jedoch möglich. 1594 erschien das Werk erstmals in Druck. Die früheste Aufführung ist für den 24. Januar 1594 belegt. Das Stück gilt als eine typische Rachetragödie und war bis zur Mitte des 17. Jahrhunderts beim englischen Publikum und teilweise auf dem europäischen Kontinent außerordentlich populär, wurde dann aber zunehmend seltener aufgeführt. In jüngerer Zeit hat sich das Interesse und die Faszination für die Figur des Titus vertieft. Es entstanden mehrere literarische Adaptionen, moderne Inszenierungen und eine aufwändige Verfilmung. Titus Andronicus ist eines der frühen Werke Shakespeares, bei denen eine Ko-Autorschaft diskutiert worden ist. Allgemein wird heute jedoch eine Alleinautorschaft Shakespeares angenommen.

## Übersicht

### Handlungsstränge
Nach einem siegreichen Feldzug gegen die Goten kehrt Titus nach Rom zurück. Er führt die Gotenkönigin Tamora und ihre Söhne als Gefangene mit sich. Gemäß einem alten Brauch opfert er Alarbus, den ältesten Sohn Tamoras, zum Anlass der Beerdigung seiner eigenen im Krieg gefallenen Söhne. Als der neu gekrönte Kaiser Saturninus die Gotenkönigin zur Frau nimmt, ergreift diese ihre Chance, sich an Titus zu rächen. Ihre Söhne Chiron und Demetrius rauben Titus’ Tochter Lavinia und misshandeln sie grausam. Um zu verhindern, dass sie verraten werden, schneiden die Brüder ihrem Opfer die Hände und die Zunge ab. Lavinia gelingt es dennoch, die Täter zu offenbaren. Titus beschließt, sich ebenfalls zu rächen. Er tötet die Brüder und bereitet aus ihren Leichen eine Pastete, die er dem Herrscherpaar bei einem Fest vorsetzt. Das folgende Gemetzel überlebt nur Titus’ Sohn Lucius, der zum neuen Kaiser bestimmt wird.

### Hauptfiguren
In den frühen Druckausgaben gibt es kein Verzeichnis der Personen. Das erste Namensverzeichnis stammt von Edward Ravenscroft, der 1687 eine eigene Bearbeitung des Werkes herausgab. Das zweite frühe Verzeichnis findet sich in der Ausgabe der Werke von Nicholas Rowe. Moderne wissenschaftliche Shakespeare-Ausgaben verfahren in der Wiedergabe dieser Liste der handelnden Personen nicht einheitlich. Saturninus wird als der ältere Sohn eines jüngst verstorbenen römischen Kaisers vorgestellt. Er konkurriert mit seinem Bruder Bassianus um den Thron. Titus Andronicus wird als der römische Heerführer gegen die Goten vorgestellt. Titus’ Bruder heißt in dem Stück Marcus Andronicus. Lucius, Quintus, Martius und Mutius sind die Söhne des Titus, Lavinia seine Tochter. Tamora ist die Königin der Goten. Alarbus, Chiron und Demetrius sind die Söhne der Tamora. Der Mohr Aaron ist der Liebhaber der Tamora.

### Ort und Zeit der Handlung
Das Stück spielt im spätantiken Rom sowie in einem Heerlager der Goten, etwa um die Zeit des vierten Jahrhunderts.

## Handlung

### Bibliographische Vorbemerkung
Für die Inhaltsangabe wird die zweisprachige Ausgabe von Frank Günther verwendet. Der englische Text der dtv-Ausgabe entspricht der The Arden Shakespeare-Edition von J. C. Maxwell aus dem Jahre 1968. Die Englisch-deutsche Studienausgaben verwenden üblicherweise die von Alfred Harbage besorgte Edition der Werke Shakespeare's, den The Complete Pelican Shakespeare. Beide englische Editionen basieren auf der ersten Quarto des Werkes.

### Akt I
[Szene 1] Die erste Szene spielt in Rom. Das Volk hat sich vor dem Kapitol versammelt. Saturninus und Bassianus, die beiden Söhne des jüngst verstorbenen Kaisers treten auf und erheben Anspruch auf den Thron. Der Tribun Marcus – als Vertreter des Volkes – sieht seinen Bruder und Feldherrn Titus Andronicus, der "Der Patriot" genannt wird, als einzig würdigen neuen Kaiser. Er wurde vom Senat geschickt, um Rom vor seinen Feinden zu schützen, und ist fünfmal blutüberströmt, mit Ruhm und Ehre beladen siegreich zurückgekehrt. Ein Hauptmann gebietet der Menge Platz zu machen. Titus erscheint mit den Särgen seiner gefallenen Söhne und in ihrem Gefolge die gefangenen Goten. Nur vier seiner 25 Söhne - grad halb so viel wie König Priam hatte. - haben die schrecklichen Kriege überlebt und Titus verkündet, dass er Alarbus, den ältesten Sohn der Gotenkönigin Tamora zur Bestattung seiner Kinder schlachten wird. Tamora erfleht Gnade, aber Titus weist sie kalt ab, sie möge Fassung bewahren, denn ihr Sohn sterbe gemäß altem römischen Brauch - der Toten Seufzerschatten zu versöhnen. Während die jüngeren Söhne der Tamora Rom verfluchen und auf dieselbe Rache hoffen - den Feinden ihre Blutschuld heimzuzahlen. -, die die Götter einst Trojas Königin Hekuba schenkten, kehren die Söhne Titus' zurück, der Römerbrauch sei vollzogen. Titus entbietet seinen Kindern den letzten Gruß - ruht hier in Ehr und Frieden, meine Söhne... -, seine einzige Tochter Lavinia tritt auf, opfert ihren Brüdern Trauertränen und erbittet von ihrem noblen Fürst und Vater den Segen seiner Siegerhand. Endlich ist auch Titus angerührt, denn seine Tochter ist ihm Herzenstrost im Alter. Nach der Begräbnisfeier für die Söhne von Titus erfolgt die Wahl des neuen Kaisers. Der Tribun Marcus überbringt Titus ein Gewand in fleckenlosem Weiß, das ihm das Volk von Rom schickt und ihn damit zur Kaiserwahl bestimmt. Aber Titus lehnt ab, er sei zu alt, habe vierzig Jahre als Soldat gedient, einundzwanzig Söhne begraben und wolle den Ehrenkrückstock für (s)ein Alter, jedoch kein Zepter, das die Welt beherrscht. Saturninus, der erstgeborene des verstorbenen Kaisers reagiert erneut mit Androhung von Gewalt, wenn er nicht gewählt werde. Titus gibt nach und leiht seine Stimmen dem Prinzen; Marcus ruft ihn als neuen Kaiser aus und der neu gekrönte Herrscher beansprucht Titus’ Tochter Lavinia zur Frau. Titus stimmt zu. Saturninus erste Staatshandlung ist die Freilassung der gotischen Gefangenen. Dann aber beansprucht Bassianus, der jüngere Bruder des neuen Kaisers, Lavinia als seine versprochene Braut, entführt sie und wird dabei von ihren Brüdern unterstützt. Mutius – einer der Söhne des Titus – stellt sich seinem Vater in den Weg und wird von ihm getötet. Saturninus nutzt die Gelegenheit, Titus und Lavinia zu demütigen - gib das Flittchen da dem, der für sie das Schwert gezogen hat. - und verkündet als Kaiser, die Gotenkönigin Tamora zur Frau zu nehmen, die von ihren Söhnen und Aaron, ihrem Geliebten, begleitet wird. Titus - entehrt und fälschlich angeklagt - verweigert seinem Bruder und seinen Söhnen, den vom Vater erschlagenen Mutius im Familiengrab zu bestatten: Begrabt ihn wo ihr könnt, hier aber nicht. Doch die Söhne und Marcus bestehen darauf: Du bist ein Römer, sei nun kein Barbar. Marcus erinnert daran, dass selbst Ajax nach Ulysses Fürsprache von den Griechen ehrenhaft begraben wurde. Titus gibt nach. Nun treten der Kaiser mit Gattin und Gefolge sowie Bassianus mit Lavinia auf und der Herrscher schwört Rache für die geraubte Braut. Titus unterwirft sich seinem Herrn; Tamora täuscht vermeintlich unparteiisch Gnade vor und rät dem Gatten zu verzeihen. Der Kaiser lässt Gnade walten und Titus lädt als Geste der Versöhnung zur Hirschjagd am folgenden Tag.

### Akt II
Mit Hilfe ihres Liebhabers, des Mohren Aaron, sorgt sie dafür, dass ihre beiden Söhne, Demetrius und Chiron, den Bassianus erstechen; die Schuld dafür wird zwei Söhnen von Titus, Martius und Quintus, zugeschoben, die abgeführt werden. Aaron stachelt die Geilheit von Demetrius und Chiron an, und Lavinia wird von ihnen vergewaltigt. Damit sie die Täter nicht verraten kann, werden ihr, wie einst Philomele, die Zunge heraus- und, schlauer als Tereus das tat, die Hände abgeschnitten. Vergeblich versucht Titus’ Sohn Lucius, seine Brüder Quintus und Martius zu befreien, und wird verbannt.

### Akt III
Aaron spinnt die nächste Intrige: Die beiden würden verschont, wenn Titus sich eine Hand abschneide; nachdem aber Titus seine Hand geopfert hat, werden ihm die Köpfe seiner beiden Söhne überbracht. Er ahnt, dass unter den herrschenden Verhältnissen seine Vernichtung geplant wird.
Daraufhin schwört er bittere Rache und sendet seinen Sohn Lucius zu den Goten, um mit dem ehemaligen Feind Rom und Saturninus zu bezwingen.

### Akt IV
Der verstümmelten Lavinia gelingt es, in Ovids Metamorphosen die „traurige Geschichte Philomeles“ aufzuschlagen, und mit Marcus’ Hilfe schreibt sie die Namen ihrer Schänder mit einem im Mund gehaltenen Stab in den Sand.
Inzwischen hat Kaiserin Tamora ein Kind geboren. Es ist schwarz, da Aaron der Vater ist. Er ermordet die Amme, schiebt Tamora ein weißes Kind unter und flieht mit seinem Sohn zu den Goten, um ihn großzuziehen.

### Akt V
Lucius hat sich mit den Goten verbündet und steht nun vor den Toren Roms. Ein gotischer Spähtrupp entdeckt den fliehenden Aaron mit dem Neugeborenen.
Um das Leben seines Kindes zu retten, enthüllt er alle Intrigen, die gegen Titus Andronicus und seine Familie getätigt wurden.
Titus hat währenddessen Tamoras Söhne getötet, zermahlt ihre Knochen und – „schlimmer noch als Prokne räch ich mich“ – setzt sie Tamora, Saturninus und Lucius als Speise bei einem „Versöhnungsessen“ vor.
Titus, der die Schmach seiner geschändeten Tochter nicht ertragen kann, ersticht diese und erklärt, dass Demetrius und Chiron ihre Vergewaltiger waren. Als Saturninus die beiden holen lassen will, verkündet Titus, sie seien schon anwesend: in der Pastete, von der Tamora bereits gegessen hat. Titus ersticht Tamora, wird selbst von Saturninus erstochen, der wiederum von Lucius getötet wird. Aaron wird lebendigen Leibes eingegraben. Schließlich wird Lucius zum Kaiser Roms gekrönt.

## Autorschaft

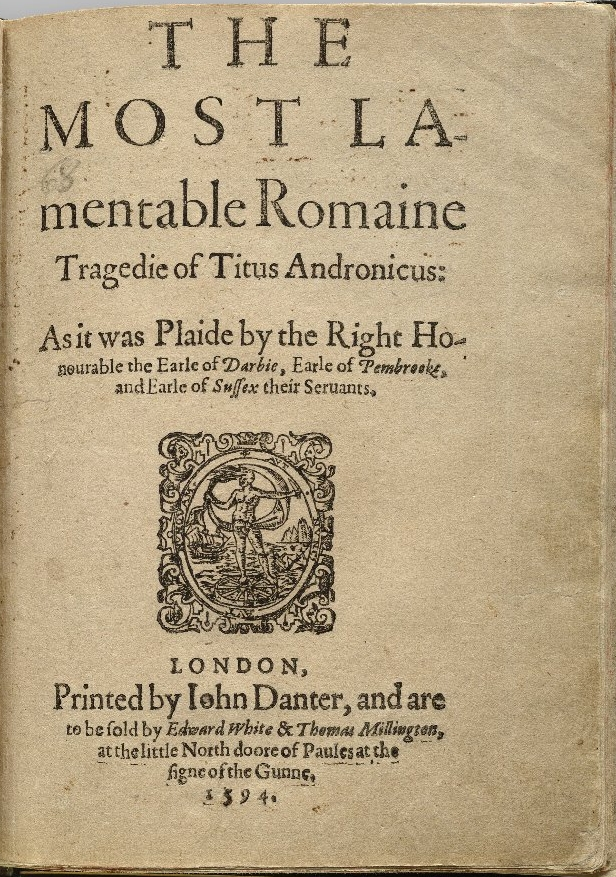
Titelseite der ersten Quarto von Titus Andronicus

Von den drei Quartodrucken 1594, 1600 und 1611 benennt kein einziger den Autor, was der damaligen Praxis entsprach. Die Herausgeber der ersten Folioausgabe von 1623 John Heminges und Henry Condell nahmen die Rachetragödie jedoch in das Werk Shakespeares auf. Zuvor hatte bereits Francis Meres in seiner Palladis Tamia 1598 Titus als Tragödie Shakespeares bezeichnet.
Erstmals wurde von Edward Ravenscroft unter fragwürdiger Berufung auf die mündliche Aussage eines hochbetagten Zeitgenossen Shakespeares in der Ausgabe seiner eigenen Adaption des Originalwerks von 1687 in der Vorrede die Behauptung aufgestellt, Shakespeare habe das Stück nicht selbst geschrieben, sondern es von einem anderen Verfasser übernommen und lediglich überarbeitet. Möglicherweise wollte Ravenscroft damit jedoch einzig einem gegen ihn gerichteten Vorwurf des Plagiats zuvorkommen.
Ravenscroft begründete mit seiner Behauptung eine lange Tradition in der Shakespeare-Forschung, die Allein-Verfasserschaft Shakespeares bei Titus Andronicus in Frage zu stellen und es im Shakespeare-Kanon als apokryph einzuordnen. Als wesentliche Gründe wurden vor allem Schwächen in der Dramaturgie, so vor allem eine fehlende klare Strukturierung, und vermeintliche Unzulänglichkeiten in der sprachlichen Gestaltung angeführt. Das Werk wurde folglich von den Kritikern und Literaturwissenschaftlern als „untypisch“ oder zu „schlecht“ für Shakespeare befunden, um zumindest seine alleinige Verfasserschaft annehmen zu können, obwohl es von allen Werken, die Shakespeare zugerechnet werden, um dasjenige handelt, das mit klassischem Bildungsgut und Zitaten von Ovid und Seneca am meisten befrachtet ist.
Die sich über Jahrhunderte erstreckende Liste der Zweifler an Shakespeares Autorschaft weist renommierte Namen wie Nicholas Rowe, Alexander Pope, Lewis Theobald, Samuel Johnson, George Steevens, Edmond Malone, William Guthrie, John Upton, Benjamin Heath, Richard Farmer, John Pinkerton und John Monck Mason auf, gefolgt von William Hazlitt und Samuel Taylor Coleridge im 19. Jahrhundert. Ebenso schrieb J.M. Robertson 1905 in seinem Buch Did Shakespeare write "Titus Andronicus"? A Study in Elizabethan Literature den überwiegenden Teil des Werkes George Peele zu, alles übrige Robert Greene, Thomas Kyd und Christopher Marlowe.
Insbesondere die Anhäufung barbarischer, an Brutalität kaum zu überbietender Vorgänge im Stück galten neben scheinbaren stilistischen Schwächen als Beweis für eine andere Autorschaft als die Shakespeares.
In seiner Einleitung zu Reliques of Ancient English Poetry schrieb Thomas Percy 1794, dass das Gedenken an Shakespeare sich durch die besten Kritiker vollständig gegen den Vorwurf durchsetzen konnte, das Stück geschrieben zu haben. Er zeigte sich äußerst erleichtert darüber, dass Shakespeares Ruf wieder hergestellt sei, da dieses „peinliche“ Werk ihm nicht weiter zugeschrieben werden könne.
Es gab jedoch im 18. und 19. Jahrhundert gewichtige Gegenstimmen, hauptsächlich aus dem akademischen Bereich. Edward Capell erkannte 1768 die Schwächen des Stücks an, hielt aber dennoch Shakespeare für den Autor. Gleiches tat Charles Knight 1843. Auch deutsche Herausgeber und Übersetzer des 18. und 19. Jahrhunderts hatten kaum Zweifel an Shakespeares Autorschaft; so beispielsweise prominente deutsche Shakespeare-Anhänger wie A.W. Schlegel oder Hermann Ulrici.
Spätestens ab dem 20. Jahrhundert rückten verstärkt die dramatischen Qualitäten des Schauspiels, beispielsweise die strukturelle Symmetrie und der komplexe szenische Aufbau ebenso wie die auffälligen Parallelen oder Ähnlichkeiten zu späteren zweifelsfrei Shakespeare zuzuordnenden Werken ins Blickfeld der Gelehrten; eine vollständige Fremdautorschaft wurde nunmehr ausgeschlossen.
Wie bereits zuvor J. M. Robertson 1905 benannte T.M. Parrott 1919 Akt 1, 2.1 und 4.1 als Textanteil Peeles, und Philip Timberlake bestätigte Parrotts Befund durch eine Untersuchung der weiblichen Endungen des Blankverses. Dann entdeckte jedoch E. K. Chambers methodologische Fehler in Robertsons Schrift, und Arthur M. Sampley verwendete 1933 Parrotts Verfahren, um gegen Peele als Ko-Autor Stellung zu beziehen. Auch Hereward Thimbleby Price konnte 1943 für die alleinige Autorschaft Shakespeares plädieren. Nach J. Dover Wilsons Herausgabe des Titus Andronicus 1948 gewann die Annahme, dass Peele an der Abfassung beteiligt gewesen sei, an Raum. Dover Wilson ging von der Existenz einer ursprünglichen verlorengegangenen Fassung Peeles aus, deren letzten sechs Akte Shakespeare revidiert habe. F. Hill untersuchte rhetorische Mittel des Stücks (1957), Macdonald Jackson verlegte sich auf seltene Worte (1979), und Marina Tarlinskaja analysierte Betonungen in den jambischen Pentametern. 1996 erweiterte Jackson seinen Ansatz um die metrische Analyse der Funktionswörter and und with. Wie Brian Vickers, der 2002 Analysen vielsilbiger Wörter, der Verteilung von Alliterationen und von Vokativen durchführte, sprach er die Akte 1, 2.1 und 4.1 George Peele zu.
Bereits 1943 unternahm demgegenüber H. T. Price in seiner Analyse des dramatischen Aufbaus, der Charakterisierung der zentralen Figuren und der sprachlichen Gestaltung den Versuch, eine Alleinautorschaft Shakespeares zu beweisen. Dabei kam er in seiner vergleichenden Untersuchung zu dem Schluss, dass keiner der zeitgenössischen Autoren außer Shakespeare in der Lage gewesen wäre, ein Stück wie Titus Andronicus zu verfassen.
Seit dem ausgehenden 20. und beginnenden 21. Jahrhundert wurde dann vermehrt mit Hilfe weiterer statistischer Methoden versucht, noch bestehende Zweifel an einer Fremd- oder Ko-Autorschaft von Titus Andronicus auszuräumen. So kommt etwa Gary Taylor in seiner Untersuchung der Häufigkeit von Kontraktionen und umgangssprachlichen Wendungen zu dem Schluss, dass allein die nur in der Folio-Ausgabe überlieferte Szene III.2 aus der Zeit von Romeo and Juliet (um 1593) stamme, die übrigen Werkteile aber aus der Zeit von 2 Henry VI. und 3 Henry VI., also um 1590/91, was für eine Allein-Autorschaft Shakespeares spreche. Ebenso kommt Mac Donald Jackson in seiner metrischen Untersuchung der unbetonten Endungen in den Blankversen verbunden mit der Annahme, dass diese im Laufe von Shakespeares Karriere als Dramatiker zunehmen, zu der Überzeugung, dass es sich bei Titus Andronicus um ein frühes Werk Shakespeares handeln müsse.
Auch eine jüngere computergestützte Vergleichsanalyse von Werken Peeles und Shakespeares kommt zu dem Ergebnis, dass Titus Andronicus ein authentisches Werk allein Shakespeares sei.
Mit wachsender Kritik an den statistischen und metrischen Analyse-Verfahren aufgrund nicht auszuschließender Verfälschungen durch fragwürdige Geschmacksurteile bei der Auswahl des Untersuchungs-Corpus richtet sich in der gegenwärtigen Shakespeare-Forschung das Augenmerk wieder auf die dramaturgischen und theatralischen Qualitäten des äußerst bühnenwirksamen Werkes. Der weitaus überwiegende Teil der gegenwärtigen Shakespeare-Forscher und Herausgeber vertritt dabei die Auffassung, dass Shakespeare in diesem Frühwerk am Anfang seiner Karriere zwar sein in späteren Werken unbestrittenes dramatisches Talent oder Potenzial noch nicht gänzlich ausgeschöpft habe, aber kein zeitgenössischer Dramatiker in der Lage gewesen wäre, ein in der Komplexität und Symmetrie des Bühnengeschehens vergleichbares Werk zu verfassen.
Die lange Zeit bestehenden Zweifel an der Allein-Autorschaft Shakespeares gelten beim gegenwärtigen Stand der literaturwissenschaftlichen Diskussion als weitgehend ausgeräumt: Titus Andronicus wird nunmehr mehrheitlich mit großer Sicherheit als authentisches Allein-Werk Shakespeares angesehen.

## Rezeption
Obwohl Titus Andronicus beim elisabethanischen Publikum durchaus beliebt war, galt es lange Zeit als das „schwarze Schaf“ unter Shakespeares Stücken. T. S. Eliot bezeichnete es als „eines der dümmsten jemals geschriebenen Stücke“. Die neuere Literaturwissenschaft kommt allerdings zu einer differenzierteren Bewertung und erkennt im Stück bereits Kompositionsprinzipien, die für spätere Dramen Shakespeares charakteristisch sind. Es bestehen zahlreiche thematische Parallelen mit anderen Shakespeare-Stücken – etwa Hamlet oder König Lear – sowie typische, auch in anderen Dramen zu findende Techniken Shakespeares, etwa bei der Verwendung literarischer Quellen. Für den deutschen Sprachraum sind besonders drei Bearbeitungen des Titus Andronicus von Interesse: Friedrich Dürrenmatts Komödie nach Shakespeare gleichen Titels, Heiner Müllers Anatomie Titus Fall of Rome Ein Shakespearekommentar sowie Botho Strauß’ Die Schändung. Daneben gibt es noch die Nacherzählung des Stücks von Urs Widmer in Shakespeare’s Geschichten Band II.

## Verfilmungen
In den bisherigen filmischen Adaptionen sind vor allem zwei Verfilmungen hervorzuheben:
Als letzten Teil einer Shakespeare-Fernsehserie der BBC verfilmte die britische Theater- und Filmregisseurin Jane Howell die Tragödie 1985 unter dem Filmtitel Titus Andronicus mit Trevor Peacock als Titus, Eileen Atkins als Tamora, Michael Crompton als Chiron und Neil McCaul als Demetrius. Die stilisierte Inszenierung mit einem Bühnenbild, das sowohl Rom, aber ebenso einen Ort in Nordirland darstellen könnte, zeigt die Geschehen aus der Perspektive des jungen Lucius, der alptraumhaft die Initiation in eine schreckliche Welt erlebt, in der unter der Oberfläche der Zivilisation nur Grausamkeit und Gräueltaten herrschen. Als sein Vater am Ende eine Rede vor dem Volk hält, starrt der junge Lucius auf einen Kindersarg, in dem Arons Kind liegt, das sein Vater trotz des gegebenen Versprechens hat töten lassen.
Die jüdisch-amerikanische Regisseurin Julie Taymor verfilmte den Stoff 1999 unter dem Filmtitel Titus mit Anthony Hopkins als Titus, Jessica Lange als Tamora, Jonathan R. Meyers als Chiron und Matthew Rhys als Demetrius. Der Anfang von Taymors Kinofilm zeigt einen Knaben in einer modernen amerikanischen Küche, der Krieg spielt. Nach einer realen Explosion wird er von einem Unbekannten, der sich später als der Clown erweist, über eine scheinbar endlose Kellertreppe in eine dunkle Vergangenheit verschleppt. Die Zuschauer sehen anschließend als Kolosseum das Amphitheater von Pula, mit einem bedrohlichen Aufmarsch von lehmverschmierten Soldaten mit Schildern und Schwertern. Auch das weitere Filmgeschehen wird mit Anachronismen verfremdet, um dem Handlungsverlauf eine Allgemeingültigkeit zu verleihen. Kostüme, Requisiten und Kulissen stellen Bezüge zu verschiedenen Epochen her: So spielen die gotischen Prinzen Videospiele und fahren in einer Limousine vor; als Kulisse für Rom wird die faschistische Architektur Mussolinis gezeigt und die am Kaiserhof gefeierten Orgien verweisen auf Fellinis Satyricon. Die Szene, in der der Clown Titus die Köpfe seiner zu Unrecht getöteten Söhne bringt und sodann ein makabres Puppenspiel mit Körperteilen vorführt, erinnern an Fellinis Melodrama La Strada – Das Lied der Straße. Wie in Howells Verfilmung und Shakespeares Schauspiel wird auf eine unmittelbare Darbietung der grausamsten Gewalttaten verzichtet. Als filmisches Äquivalent zur dramatischen Mauerschau nutzt Taymor wiederholt das Gesicht des Jungen, der die Gräueltaten beobachtet. Wie sich schließlich herausstellt, handelt es sich um den jungen Lucius. Anders als in Howells Fernsehverfilmung geht in Taymors Film am Ende der junge Lucius mit Arons Kind, das am Leben geblieben ist, auf einen Horizont zu, der zwar nicht zwangsläufig eine bessere Welt zu verheißen scheint, aber nicht jegliche Hoffnung schwinden lässt.

## Textausgaben
Englisch
- Jonathan Bate (Hrsg.): William Shakespeare: Titus Andronicus. The Arden Shakespeare. Third Series. (1995), Reprint Bloomsbury, London 2015. ISBN 978-1-903436-05-9
- Jonathan Bate (Hrsg.): William Shakespeare: Titus Andronicus. The Arden Shakespeare. Third Series. Revised Edition. Bloomsbury, London 2018, ISBN 978-1-350-03091-6
- Jonathan Bate, Eric Rasmussen (Hrsg.): William Shakespeare: Titus Andronicus and Timon of Athens - Two classical Plays. The RSC Shakespeare. MacMillan, London 2011. ISBN 978-0-230-30094-1
- Alan Huges (Hrsg.): William Shakespeare: Titus Andronicus. The New Cambridge Shakespeare. Cambridge University Press, Cambridge 2006, ISBN 978-0-521-67382-2
- Eugene M. Waith (Hrsg.): William Shakespeare: Titus Andronicus. The Oxford Shakespeare. Oxford University Press, Oxford 1984.
- Sylvan Barnet (Hrsg.): The Tragedy of Titus Andronicus. In: Sylvan Barnet (Hrsg.): The Tragedy of Titus Andronicus • The Life of Timon of Athens. With New and Updated Critical Essays and a Revised Bibliography. Signet Classics Shakespeare, 2. rev. Ausgabe, New York 2005, S. 1–161.

Deutsch
- Frank Günther (Hrsg.): William Shakespeare: Titus Andronicus. Zweisprachige Ausgabe. dtv, München 2004, ISBN 3-423-12757-0
- Markus Marti (Hrsg.): William Shakespeare Titus Andronicus. Englisch-deutsche Studienausgabe. Stauffenburg, Tübingen 2008, ISBN 978-3-86057-568-0.
- Dieter Wesels (Hrsg.): William Shakespeare: Titus Andronicus. Englisch/Deutsch. Reclam, Stuttgart 1988, ISBN 978-3-15-008476-2

## Sonstige Literatur
- Friedrich Dürrenmatt: Titus Andronicus. Eine Komödie nach Shakespeare. Arche, Zürich 1970; Diogenes, Zürich 1998, ISBN 978-3-257-23051-2.
- Heiner Müller: Anatomie Titus Fall of Rome: ein Shakespearekommentar. Henschelverlag, Berlin 1986
- Botho Strauß: Schändung: nach dem „Titus Andronicus“ von Shakespeare. Hanser, München 2005, ISBN 3-446-20626-4.

## Belege
1. ↑  Vgl. Markus Marti (Hrsg.): William Shakespeare Titus Andronicus. Englisch-deutsche Studienausgabe. Stauffenburg, Tübingen 2008, ISBN 978-3-86057-568-0, S. 19 ff. Die Zeichnung zeigt vermutlich einen Ausschnitt aus Akt I, in dem die Gotenkönigin Tamora um Gnade für ihren ältesten Sohn fleht, könnte jedoch das Ende von Szene II.3 zeigen. Die möglicherweise erst später hinzugefügten Textausschnitte stammen aus dem ersten und letzten Akt. Werner von Koppenfels datiert die Zeichnung auf die Zeit um 1595, vermutlich nach einer Aufführung angefertigt. Laut Koppenfels zeigt das Bild die gegnerischen Parteien in strenger Zweiteilung; die Darstellung des Auftaktes mit dem vergeblichen Flehen um das Leben ihres Sohnes wird verbunden mit dem späteren Moment, in dem Aron sein Schwert zieht, um seinen Bastard-Sohn zu schützen. Die Darstellung der Bittszene gewinnt so an Bedrohlichkeit. Vgl. Werner von Koppenfels: Römischer geht’s nicht. Shakespeares extreme (und elementare) Anfänge als Tragödienschreiber. In: Frank Günther (Hrsg.): William Shakespeare: Titus Andronicus. Zweisprachige Ausgabe. dtv, München 2004, S. 254–273, hier S. 264. Siehe dazu ferner Margaux Deroux: The Blackness Within: Early Modern Color-Concept, Physiology and Aaron the Moor in Shakespeare’s ‘Titus Andronicus.’ In: Mediterranean Studies, Vol. 19, 2010, S. 86–101, hier S. 95 ff. Online . Abgerufen am 1. Januar 2025.
2. ↑  Davon abweichend, nennt Hans-Dieter Gelfert den 11.4.1592 als erstes dokumentiertes Aufführungsdatum. Siehe Hans-Dieter Gelfert: William Shakespeare in seiner Zeit. Beck, München 2014, S. 293.
3. ↑  Ina Schabert (Hrsg.): Shakespeare-Handbuch. Die Zeit, der Mensch, das Werk, die Nachwelt. 5., durchgesehene und ergänzte Auflage. Kröner, Stuttgart 2009, ISBN 978-3-520-38605-2, S. 486.
4. ↑  Die entsprechende Liste kann online hier eingesehen werden: The Persons Names, hier findet sich ein Scan des Buches: Titus Andronicus Or the Rape of Lavinia.
5. ↑  Diese Liste ist online hier einzusehen: The works of Mr. William Shakespear. Vol 4, Pg. 2004.
6. ↑  Die verschiedenen Herausgeber gehen folgendermaßen vor:
  - Alan Huges (Hrsg.): William Shakespeare: Titus Andronicus. The New Cambridge Shakespeare. Cambridge University Press, Cambridge 2006, S. 66, "List of Characters": Hughes verweist auf die entsprechende Liste von Rowe und erklärt: "I have listed named characters in order of apperance."
  - Jonathan Bate (Hrsg.): William Shakespeare: Titus Andronicus. The Arden Shakespeare. Third Series, 1995, S. 124 f. Bates nennt die Liste "List of Roles" und verweist auf Ravenscroft, dessen Einteilung Römer/Goten er übernimmt. Erläuterungen zum vermutlichen Ursprung den Namen ist ein eigener Abschnitt in der Einleitung gewidmet: "Names and casting", S. 93 f.
  - Eugene M. Waith (Hrsg.): William Shakespeare: Titus Andronicus. The Oxford Shakespeare. Oxford University Press, Oxford 1984, S. 81. Waith kommentiert die Liste nicht, gibt aber in den Fußnoten im Verlaufe des Werkes einzelne Hinweise, sobald die respektive Person ihren ersten Auftritt hat.
  - Markus Marti (Hrsg.): William Shakespeare: Titus Andronicus. Englisch-deutsche Studienausgabe. Stauffenburg, Tübingen 2008, S. 70–73. Marti weist nur auf die Liste von Ravenscroft hin. (Seite 70, Fußnote Nr. 1).
  - Frank Günther (Hrsg.): William Shakespeare: Titus Andronicus. Zweisprachige Ausgabe. dtv, München 2004, S. 6 f. Frank Günther erklärt nur: "Es gibt kein originales Personenverzeichnis, das hier vorgelegte wurde von späteren Herausgebern erstellt." (Anmerkungsapparat, S. 225)
  - John Jowett et al. (Hrsg.): The Oxford Shakespeare. The Complete Works. 2. Auflage, Oxford University Press, Oxford 2005, S. 156. Die Oxford-Gesamtausgabe kommentiert die Liste nicht.
  - Stanley Wells, Gary Taylor: William Shakespeare: A Textual Companion. Oxford University Press, Oxford 1987, S. 209–216. Tex kommentiert die Listen nicht, da ja wie gesagt in den frühen Drucken keine vorhanden ist.
7. ↑  Ravenscroft: "Sons of the Deceas'd Emperor." Rowe: "Son to the late Emperor of Rome, and afterwards declar'd Emperor himself".
8. ↑  Ravenscroft: wie bei Saturnius. Rowe: "Brother to Saturnius, in love with Lavinia".
9. ↑  Markus Marti weist in seinem wissenschaftlichen Kommentar darauf hin, dass der Geschichtsschreiber Herodian in seinem Werk De imperatorum romanorum praeclare gestis von den Brüdern Caracalla (dessen Geburtsname war Bassianus) und Publius Septimius Geta berichtet, den Söhnen des Kaisers Septimius Severus. Ein Soldat namens Saturninus taucht in dieser Erzählung als Verräter auf. Shakespeare könnte dies gekannt haben, da Nicholas Smyth das Werk 1550 unter dem Titel The History of Herodian ins Englische übersetzt hat. Vgl. Markus Marti (Hrsg.): William Shakespeare: Titus Andronicus. Englisch-deutsche Studienausgabe. Stauffenburg Verlag, Tübingen 2008, S. 37, Anmerkung 89.
10. ↑  Jonathan Bate vermutet, ähnlich wie Marti, dass der Name eine astrologische Anspielung sein könnte: "probably intended to suggest a 'saturnine' temperament", also einen Menschen darstellen soll, der unter dem Einfluss des Saturn steht und daher als "mürrisch und starrsinnig" (sullen and self-willed) zu denken sei. Vgl. Jonathan Bate (Hrsg.): William Shakespeare: Titus Andronicus. The Arden Shakespeare. Third Series., 1995, S. 125.
11. ↑  Ravenscroft: "An Old Roman General." Rowe: "a Noble Roman General against the Goths".
12. ↑  Zwei weströmische Kaiser trugen den Namen Titus, nämlich Titus Flavius Vespasianus und Titus Antoninus, der genauso wie die Figur im Stück den Beinamen Pius trug. Der oströmische Kaiser Andronikos I. Komnenos war bekannt für seine Grausamkeit. Vgl. Markus Marti (Hrsg.): William Shakespeare: Titus Andronicus. Englisch-deutsche Studienausgabe. Stauffenburg Verlag, Tübingen 2008, S. 70, Fußnoten 4 und 5.
13. ↑  Er wird als Tribune of the People vorgestellt, dieses Amt gab es aber im Kaiserreich nicht mehr. Marti weist darauf hin, dass die Tribunen in der Zeit der römischen Republik die Interessen der Plebejer gegenüber dem Senat vertreten haben. Vgl. Markus Marti (Hrsg.): William Shakespeare: Titus Andronicus. Englisch-deutsche Studienausgabe. Stauffenburg Verlag, Tübingen 2008, S. 70, Fußnote 6.
14. ↑  Ravenscroft: "The Sons of Titus - Daughter of Titus.". Rowe: "Sons to Titus Andronicus - Daughter to Titus Andronicus.".
15. ↑  Marti verweist hier auf Lucius, den Sohn von Antoninus Pius. Er war zusammen mit Marc Aurel Kaiser. Vgl. Markus Marti (Hrsg.): William Shakespeare: Titus Andronicus. Englisch-deutsche Studienausgabe. Stauffenburg Verlag, Tübingen 2008, S. 71, Fußnote 7. Hier sieht Marti eine Verbindung zu Gaius Mucius Scaevola. Dieser legte seine rechte Hand ins Feuer, um seine Tapferkeit zu beweisen. Vgl. Markus Marti (Hrsg.): William Shakespeare: Titus Andronicus. Englisch-deutsche Studienausgabe. Stauffenburg Verlag, Tübingen 2008, S. 71, Fußnote 9. Im Falle von Shakespeares "Lavinia" wird auf Lavinia, die Gattin des Aeneas hingewiesen. Vgl. Markus Marti (Hrsg.): William Shakespeare: Titus Andronicus. Englisch-deutsche Studienausgabe. Stauffenburg Verlag, Tübingen 2008, S. 71, Fußnote 10.
16. ↑  Tomyris ist der Name einer Königin der Skythen, die für die Ermordung ihrer Söhne grausame Rache an Kyros verübte. Sie wurde zu den Neun Heldinnen gezählt.
17. ↑  Auf den weisen Kentaur Chiron wird im letzten Akt des Dramas angespielt.
18. ↑  In Marlowes The Jew of Malta ist Ithamar der böse Sklave des Barabas. Dies ist der Name des Sohnes des biblischen Aaron.
19. ↑  Frank Günther (Hrsg.): William Shakespeare: Titus Andronicus. Zweisprachige Ausgabe. dtv, München 2004, S. 225.
20. ↑  Markus Marti (Hrsg.): William Shakespeare Titus Andronicus. Englisch-deutsche Studienausgabe. Stauffenburg, Tübingen 2008, S. 7.
21. ↑  Markus Marti (Hrsg.): William Shakespeare Titus Andronicus. Englisch-deutsche Studienausgabe. Stauffenburg, Tübingen 2008, S. 67. Frank Günther (Hrsg.): William Shakespeare: Titus Andronicus. Zweisprachige Ausgabe. dtv, München 2004, S. 223.
22. ↑  Frank Günther (Hrsg.): William Shakespeare: Titus Andronicus. Zweisprachige Ausgabe. dtv, München 2004, Akt I, 1, 1–63.
23. ↑  Markus Marti (Hrsg.): William Shakespeare Titus Andronicus. Englisch-deutsche Studienausgabe. Stauffenburg, Tübingen 2008, Akt I, 1, 83f: "Seht Römer, welch armer Rest mir tot und lebend geblieben ist von meinen fünfundzwanzig tapferen Söhnen, der Hälfte der Zahl die König Priamus hatte." Aeneas überlebte als einziger der Söhne des Priamus den Krieg. Vgl. Marti, S. 82, Fußnote 31.
24. ↑  Frank Günther (Hrsg.): William Shakespeare: Titus Andronicus. Zweisprachige Ausgabe. dtv, München 2004, Akt I, 1, 63–129: ...zerstücken wir ihn, dass er Glied um Glied verglüht ... sein Fleisch (wollen wir) "Ad manes fratrum" [zu den Geisterschatten ihrer Brüder in der Unterwelt] hier im Feuerbrand vorm irdischen Kerker ihrer Knochen opfern.
25. ↑  Frank Günther (Hrsg.): William Shakespeare: Titus Andronicus. Zweisprachige Ausgabe. dtv, München 2004, Akt I, 1, 129–156: ...abgehackt (wären) Alarbus Glieder und (seine) Gedärme nährn das Opferfeuer, das qualmend weihrauchgleich die Luft durchwürzt.
26. ↑  Frank Günther (Hrsg.): William Shakespeare: Titus Andronicus. Zweisprachige Ausgabe. dtv, München 2004, Akt I, 1, 156–168.
27. ↑  Frank Günther (Hrsg.): William Shakespeare: Titus Andronicus. Zweisprachige Ausgabe. dtv, München 2004, Akt I, 1, 172–186.
28. ↑  Frank Günther (Hrsg.): William Shakespeare: Titus Andronicus. Zweisprachige Ausgabe. dtv, München 2004, Akt I, 1, 187–200.
29. ↑  Frank Günther (Hrsg.): William Shakespeare: Titus Andronicus. Zweisprachige Ausgabe. dtv, München 2004, Akt I, 1, 203–205: "Römer schafft mir Recht: Patrizier zieht das Schwert, und steckts nicht weg, bis Saturninus Kaiser von Rom ist."
30. ↑  Vgl.: Frank Günther (Hrsg.): William Shakespeare: Antonius und Kleopatra. Zweisprachige Ausgabe. Deutscher Taschenbuch Verlag, München 2003, Zweiter Akt, Szene 2, 126–129: "Um euch (Antonius und Octavius) in ewiger Freundschaft zu bewahrn, ... nehm Antonius Octavia (die Schwester des Octavius) zur Frau."
31. ↑  Frank Günther (Hrsg.): William Shakespeare: Titus Andronicus. Zweisprachige Ausgabe. dtv, München 2004, Akt I, 1, 251f: "So nimm sie denn, als schuldigen Tribut, Feldzeichen meiner Ehre, dir zu Füßen."
32. ↑  Frank Günther (Hrsg.): William Shakespeare: Titus Andronicus. Zweisprachige Ausgabe. dtv, München 2004, Akt I, 1, 309.
33. ↑  Frank Günther (Hrsg.): William Shakespeare: Titus Andronicus. Zweisprachige Ausgabe. dtv, München 2004, Akt I, 1, 378
34. ↑  Markus Marti (Hrsg.): William Shakespeare Titus Andronicus. Englisch-deutsche Studienausgabe. Stauffenburg, Tübingen 2008, Akt I, 1, 382f. Siehe auch S. 104, Fußnote 92. Ovid berichtet (Metamorphosen 13, 390ff), nach dem Tod des Achill hätten sich Ajax und Odysseus - des Laertes Sohn - um die Rüstung des toten Helden gestritten und als diese Odysseus zugesprochen worden sei, habe sich Ajax aus Wut selbst umgebracht. Sophokles berichtet zudem in seiner Tragödie Ajax, der Held hätte im Wahn Schafe erschlagen, die er für griechische Feldherren hielt, und sich dann selbst getötet. Vgl. hierzu auch: Frank Günther (Hrsg.): William Shakespeare: Verlorene Liebesmüh. Zweisprachige Ausgabe. Deutscher Taschenbuch Verlag, München 2000, Akt IV, 3, 5: "By the Lord, this love is mad as Ajax: it kills sheep." Dazu bemerkt Ursula Sauter (Hrsg.): William Shakespeare: Love’s Labour’s Lost. Verlorene Liebesmüh. Englisch-deutsche Studienausgabe. Stauffenburg Verlag, Tübingen 1999, Akt IV, 3, 6 und Seite 227, Fußnote 6, mit Verweis auf Homers Odyssee: Ajax habe versucht die Rüstung des Achill auf dem Schlachtfeld zu stehlen und sei daher von Athene mit Wahnsinn geschlagen worden. Dass über das Begräbnis des Ajax verhandelt wurde, berichtet aber nur Sophokles, und Shakespeare kannte dieses Details vermutlich aus einem Schulbuch, das einen Kommentar des Lambrinus zu den Satiren des Horaz enthält. Dort heißt es, Odysseus habe Agamemnon überzeugt, den Leichnam des Ajax ehrenhaft zu beerdigen.
35. ↑  Frank Günther (Hrsg.): William Shakespeare: Titus Andronicus. Zweisprachige Ausgabe. dtv, München 2004, Akt I, 1, 442–445: mein Fürst ... verstell deinen Gram ... du bist neu auf den Thron gesetzt, dass nicht Plebejer, und Patrizier auch nach Abwägung auf Titus’ Seite wechseln.
36. ↑  Frank Günther (Hrsg.): William Shakespeare: Titus Andronicus. Zweisprachige Ausgabe. dtv, München 2004, Akt I, 1, 493f: With horn and hound we'll give your grace bonjour. Auch dies ist eine der zahlreichen Anspielungen auf antike Themen. Hier sei erinnert an die Erwähnung von Ajax Selbstmord, der noch an weiteren Stellen in Sh.'s Werk Erwähnung findet. In 2 Hen. VI, Akt V, 1, 26f wird Ajax Telamonius genannt, also Sohn des Telamos. Dieselbe Formulierung findet sich auch in Ant. and Cleo. Akt IV, 13, 1–2. Dort heißt es: "Er (Antonius) ist rasender als Telamon (Ajax) um seinen Schild (die Rüstung des Achill), der Eber von Thessalien hat nicht so geschäumt." Der Hinweis auf den "Eber von Thessalien" bezieht sich auf die Rache der Göttin der Jagd - Diana -, die das Reich des Königs von Kalydon von einem wilden Eber verwüsten lies. Das Untier wurde im Zuge der sogenannten Kalydonischen Jagd vom Königssohn erlegt.
37. ↑  Vgl. Alan Huges (Hrsg.): William Shakespeare: Titus Andronicus. The New Cambridge Shakespeare. Cambridge University Press, Cambridge 2006, S. 10 sowie Markus Marti (Hrsg.): William Shakespeare Titus Andronicus. Englisch-deutsche Studienausgabe. Stauffenburg, Tübingen 2008, S. 45. Siehe auch Werner von Koppenfels: Titus Andronicus. In: Ina Schabert (Hrsg.): Shakespeare-Handbuch. Die Zeit, der Mensch, das Werk, die Nachwelt. 5., durchgesehene und ergänzte Auflage. Kröner, Stuttgart 2009, S. 486 f. Siehe auch Frank Günther (Hrsg.): William Shakespeare: Titus Andronicus. Zweisprachige Ausgabe. dtv, München 2004, S. 224.
38. ↑  Siehe exemplarisch für die abwertende Einschätzung Austin K. Gray: Shakespeare and ‘Titus Andronicus.’ In: Studies in Philology, Vol. 25, No. 3, 1928, S. 295–311, hier insbes. S. 308 ff. Siehe allgemein Alan Huges (Hrsg.): William Shakespeare: Titus Andronicus. The New Cambridge Shakespeare. Cambridge University Press, Cambridge 2006, S. 10 sowie Markus Marti (Hrsg.): William Shakespeare Titus Andronicus. Englisch-deutsche Studienausgabe. Stauffenburg, Tübingen 2008, S. 45. Siehe auch Werner von Koppenfels: Titus Andronicus. In: Ina Schabert (Hrsg.): Shakespeare-Handbuch. Die Zeit, der Mensch, das Werk, die Nachwelt. 5., durchgesehene und ergänzte Auflage. Kröner, Stuttgart 2009, S. 486 f. Ein Auszug aus dieser „address to the reader“ mit Ravenscroft Anschuldigung und Verriss des Shakespeareschen Werkes findet sich als Abdruck in Jonathan Bate (Hrsg.): William Shakespeare: Titus Andronicus. The Arden Shakespeare. Third Series. Revised Edition. Bloomsbury, London 2018, S. 136, und Eugene M. Waith (Hrsg.): William Shakespeare: Titus Andronicus. The Oxford Shakespeare. Oxford University Press, Oxford 1984, S. 1. Vgl. ebenda auch S. 11 ff. Siehe des Weiteren auch Werner von Koppenfels: Römischer geht’s nicht. Shakespeares extreme (und elementare) Anfänge als Tragödienschreiber. In: Frank Günther (Hrsg.): William Shakespeare: Titus Andronicus. Zweisprachige Ausgabe. dtv, München 2004, S. 254–273, hier insbesondere S. 256 f. und 258 f. sowie in kurzer Zusammenfassung Dieter Mehl: Die Tragödien Shakespeares - Eine Einführung. Erich Schmidt Verlag, Berlin 1983, ISBN 3-503-02205-8, S. 21–30, hier S. 21 und 27 f. Vgl. zu den zahlreichen klassischen Bezügen und Einflüssen auch auf die Form der Tragödie exemplarisch A. C. Hamilton: Titus Andronicus: The Form of Shakespearian Tragedy. In: Shakespeare Quarterly, Vol. 14, No. 3, 1963, S. 201–13. Online doi:10.2307/2867802. Abgerufen am 4. Januar 2025.
39. ↑  Vgl. J. M. Robertson: Did Shakespeare Write Titus Andronicus?: A Study in Elizabethan Literature. Watts, London 1905, S. 228 ff., S. 233 ff. und die “Summary”, S. 237–279. Siehe zu der Thematik detaillierter Markus Marti (Hrsg.): William Shakespeare Titus Andronicus. Englisch-deutsche Studienausgabe. Stauffenburg, Tübingen 2008, S. 44–48. Vgl. des Weiteren auch Alan Hughes (Hrsg.): William Shakespeare: Titus Andronicus. The New Cambridge Shakespeare. Cambridge University Press, Cambridge 2006, S. 11 ff. Die akademische Reputation J. M. Robertsons wurde allerdings von E. K. Chambers in The Desintegration of Shakespeare (1924) zerstört. Vgl. dazu Alan Hughes ebenda, S. 11. Siehe zum historischen Verlauf der Debatte auch den Überblick bei Eugene M. Waith (Hrsg.): William Shakespeare: Titus Andronicus. The Oxford Shakespeare. Oxford University Press, Oxford 1984, S. 11–20.
40. ↑  Im Original: “Shakespeare’s memory has been fully vindicated from the charge of writing the above play by the best critics”. Übersetzt und zitiert nach: Eugene M. Waith (Hrsg.): Titus Andronicus The Oxford Shakespeare. Oxford University Press, Oxford 1984, S. 12. Siehe auch Markus Marti (Hrsg.): William Shakespeare Titus Andronicus. Englisch-deutsche Studienausgabe. Stauffenburg, Tübingen 2008, S. 45 f.
41. ↑  Vgl. Siehe Markus Marti (Hrsg.): William Shakespeare Titus Andronicus. Englisch-deutsche Studienausgabe. Stauffenburg, Tübingen 2008, S. 44–48. Marti betont, dass einzig Eschenburg Ravenscrofts Behauptung, Shakespeare habe das Werk nur überarbeit, zitierte und weiterhin annahm, Shakespeare habe das Werk nur überarbeitet. Vgl. weiterhin Alan Hughes (Hrsg.): William Shakespeare: Titus Andronicus. The New Cambridge Shakespeare. Cambridge University Press, Cambridge 2006, S. 11 ff. Siehe ebenfalls Vickers Zusammenfassung der Shakespeare’schen Pro- und Contra-Argumente (2002: 150–156) sowie den Überblick von Eugene M. Waith (Hrsg.): William Shakespeare: Titus Andronicus. The Oxford Shakespeare. Oxford University Press, Oxford 1984., S. 11–20.
42. ↑  Vgl. etwa Eugene M. Waith (Hrsg.): William Shakespeare: Titus Andronicus. The Oxford Shakespeare. Oxford University Press, Oxford 1984
43. ↑  T. M. Parrott: Shakespeare’s Revision of Titus Andronicus. In: Modern Language Review, 14 (1919), S. 21–27.
44. ↑  Philip Timberlake: The Feminine Ending in English Blank Verse: A Study of its Use by Early Writers in the Measure and its Development in the Drama up to the Year 1595 Banta, Wisconsin 1931, S. 114–119.
45. ↑  Brian Vickers: Shakespeare, Co-Author: A Historical Study of Five Collaborative Plays. Oxford University Press, Oxford 2002, S. 137.
46. ↑  Hereward Price: The Authorship of Titus Andronicus. In: Journal of English and Germanic Philology, 42:1 (Spring 1943), S. 55–65.
47. ↑  John Dover Wilson (Hrsg.): Titus Andronicus. The Cambridge Dover Wilson Shakespeare. Cambridge University Press, Cambridge 1948, S. xxxvi–xxxvii.
48. ↑  Vgl. Eugene M. Waith (Hrsg.): William Shakespeare: Titus Andronicus. The Oxford Shakespeare. Oxford University Press, Oxford 1984, S. 12.
49. ↑  Brian Vickers: Shakespeare, Co-Author: A Historical Study of Five Collaborative Plays Oxford University Press, Oxford 2002, S. 219–239.
50. ↑  Vgl. überblickhaft auch Alan Hughes (Hrsg.): William Shakespeare: Titus Andronicus. The New Cambridge Shakespeare. Cambridge University Press, Cambridge 2006, S. 11 ff.
51. ↑  Siehe H. T. Price: The Authorship of ‘Titus Andronicus’. In: The Journal of English and Germanic Philology, XLII, 1943. In Auszügen abgedruckt in Sylvan Barnet (Hrsg.): The Tragedy of Titus Andronicus • The Life of Timon of Athens. With New and Updated Critical Essays and a Revised Bibliography. Signet Classics Shakespeare, 2. rev. Ausgabe, New York 2005, S. 129–139, hier bes. S. 133 ff., 137 ff.
52. ↑  Vgl. dazu eingehender Markus Marti (Hrsg.): William Shakespeare Titus Andronicus. Englisch-deutsche Studienausgabe. Stauffenburg, Tübingen 2008, S. 46. Siehe ebenso Eugene M. Waith (Hrsg.): William Shakespeare: Titus Andronicus. The Oxford Shakespeare. Oxford University Press, Oxford 1984, S. 16 ff.
53. ↑  Vgl. Alan Hughes (Hrsg.): William Shakespeare: Titus Andronicus. The New Cambridge Shakespeare. Cambridge University Press, Cambridge 2006, S. 11.
54. ↑  Vgl. Werner von Koppenfels: Titus Andronicus. In: Ina Schabert (Hrsg.): Shakespeare-Handbuch. Die Zeit, der Mensch, das Werk, die Nachwelt. 5., durchgesehene und ergänzte Auflage. Kröner, Stuttgart 2009, ISBN 978-3-520-38605-2, S. 486 f. sowie Ulrich Suerbaum: Der Shakespeare-Führer. Reclam, Ditzingen 2006, ISBN 3-15-017663-8, 3. rev. Auflage 2015, ISBN 978-3-15-020395-8, S. 304. Vgl. ebenfalls die eingehendere Begründung für eine alleinige Verfasserschaft Shakespeares bei Werner von Koppenfels: Römischer geht’s nicht. Shakespeares extreme (und elementare) Anfänge als Tragödienschreiber. In: Frank Günther (Hrsg.): William Shakespeare: Titus Andronicus. Zweisprachige Ausgabe. dtv, München 2004, S. 254–273, hier S. 271 ff. Koppenfels betont dabei vor allem die im Plot und in den Charakteren angelegten unübersehbaren Vorausverweise auf Charaktere, Motive und dramatische Elemente der späteren Römerdramen und „großen“ Tragödien Shakespeares, unter anderem Julius Caesar, Antonius und Cleopatra oder Hamlet, Othello, King Lear und Macbeth. Siehe ferner Alan Huges (Hrsg.): William Shakespeare: Titus Andronicus. The New Cambridge Shakespeare. Cambridge University Press, Cambridge 2006, ISBN 978-0-521-67382-2, S. 10 ff. sowie Markus Marti (Hrsg.): William Shakespeare Titus Andronicus. Englisch-deutsche Studienausgabe. Stauffenburg, Tübingen 2008, ISBN 978-3-86057-568-0, S. 44 – 48, bes. S. 46. Vgl. ebenfalls Eugene M. Waith (Hrsg.): William Shakespeare: Titus Andronicus. The Oxford Shakespeare. Oxford University Press, Oxford 1984, S. 20, und Frank Günther (Hrsg.): William Shakespeare: Titus Andronicus. Zweisprachige Ausgabe. dtv, München 2004, S. 225 und Sylvan Barnet: Introduction to ‘Titus Andronicus.’ In: Sylvan Barnet (Hrsg.): The Tragedy of Titus Andronicus • The Life of Timon of Athens. With New and Updated Critical Essays and a Revised Bibliography. Signet Classics Shakespeare, 2. rev. Ausgabe, New York 2005, S. 2–15, hier S. 2 f. Jonathan Bate hingegen hält es nach wie vor für möglich, dass Shakespeare einen nicht überlieferten „Ur-Titus“, der von Peele entweder vollständig oder unvollständig als erster Akt oder aber auch nur als Entwurfsskizze verfasst worden war, als Vorlage für sein eigenes Schauspiel herangezogen haben könnte. Siehe Jonathan Bate (Hrsg.): William Shakespeare: Titus Andronicus. The Arden Shakespeare. Third Series. Revised Edition. Bloomsbury, London 2018, S. 135 f. Webers umfassende Analyse und kritische Auseinandersetzung von 2014 mit Vickers Zuschreibung von Werkteile zu Peele kommt dagegen zu der „einzig möglichen Schlussfolgerung“ („only one possible conclusion“), Shakespeare sei der alleinige Autor. Siehe William W. Weber: Shakespeare After All?: The Authorship of Titus Andronicus 4.1 Reconsidered. In: Peter Holland (Hrsg.): Shakespeare Survey. Shakespeare Survey. Cambridge University Press 2014, S. 69–84, hier S. 84.
55. ↑  Vgl. Markus Marti (Hrsg.): William Shakespeare Titus Andronicus. Englisch-deutsche Studienausgabe. Stauffenburg, Tübingen 2008, ISBN 978-3-86057-568-0, S. 16 f. und 49 f. sowie Ulrich Suerbaum: Der Shakespeare-Führer. Reclam, Ditzingen 2006, ISBN 3-15-017663-8, 3. rev. Auflage 2015, ISBN 978-3-15-020395-8, S. 302 ff. Siehe auch Michael Dobson, Stanley Wells: The Oxford Companion to Shakespeare. OUP 2001, 2. rev. Auflage 2015, ISBN 978-0-19-870873-5, S. 359 sowie Ina Schabert (Hrsg.): Shakespeare-Handbuch. Die Zeit, der Mensch, das Werk, die Nachwelt. 5., durchgesehene und ergänzte Auflage. Kröner, Stuttgart 2009, ISBN 978-3-520-38605-2.
56. ↑  Ina Schabert (Hrsg.): Shakespeare-Handbuch, Alfred Kröner Verlag, Stuttgart 2000, S. 493 ff.
57. ↑  Vgl. Markus Marti (Hrsg.): William Shakespeare Titus Andronicus. Englisch-deutsche Studienausgabe. Stauffenburg, Tübingen 2008, S. 58, sowie Sylvan Barnet: ‘Titus Andronicus’ on Stage and Screen. In: Sylvan Barnet (Hrsg.): The Tragedy of Titus Andronicus • The Life of Timon of Athens. With New and Updated Critical Essays and a Revised Bibliography. Signet Classics Shakespeare, 2. rev. Ausgabe, New York 2005, S. 151–161, hier S. 159. Siehe auch Lucian Ghita: Reality and Metaphor in Jane Howell's and Julie Taymor's Productions of Shakespeare's Titus Andronicus. In: CLCWeb: Comparative Literature and Culture, Band 6, Ausgabe 1, Purdue University Press 2004, Article 12, online als PDF unter purdue.edu, abgerufen am 30. Dezember 2024. Vgl. ferner den Eintrag in der IMDb, online unter Titus Andronicus, abgerufen am 30. Dezember 2024
58. ↑  Vgl. Markus Marti (Hrsg.): William Shakespeare Titus Andronicus. Englisch-deutsche Studienausgabe. Stauffenburg, Tübingen 2008, S. 58 f. sowie Sylvan Barnet: ‘Titus Andronicus’ on Stage and Screen. In: Sylvan Barnet (Hrsg.): The Tragedy of Titus Andronicus • The Life of Timon of Athens. With New and Updated Critical Essays and a Revised Bibliography. Signet Classics Shakespeare, 2. rev. Ausgabe, New York 2005, S. 151–161, hier S. 159 f. Siehe auch Lucian Ghita: Reality and Metaphor in Jane Howell's and Julie Taymor's Productions of Shakespeare's Titus Andronicus. In: CLCWeb: Comparative Literature and Culture, Band 6, Ausgabe 1, Purdue University Press 2004, Article 12, online als PDF unter purdue.edu, abgerufen am 30. Dezember 2024. Vgl. ferner den Eintrag in der IMDb, online unter Titus, abgerufen am 30. Dezember 2024. Siehe auch die Rezensionen von Philip French im Guardian vom 3. September 2000, online zugänglich unter Bloody marvellous – Mutilation, torture, cannibalism and lashings of revenge. It's no wonder that Titus Andronicus seems contemporary., abgerufen am 30. Dezember 2024, und die Filmkritik von Roger Ebert vom 21. Januar 2000: Titus, abgerufen am 30. Dezember 2024.